# Mai Hữu Xuân
Mai Hữu Xuân (1917-?) nguyên là một tướng lĩnh gốc Cảnh sát của Việt Nam Cộng hòa, cấp bậc Trung tướng. Ông xuất thân từ ngành Mật thám của Chính quyền thuộc địa Pháp, sau được đồng hóa trong ngành Cảnh sát của Chính phủ Quốc gia Việt Nam và là người đứng đầu lĩnh vực này trong nhiều năm. Là sĩ quan cảnh sát duy nhất được thăng cấp tướng ở thời kỳ Đệ Nhất Cộng hòa. Ông cũng là một trong những thành viên chủ chốt trong cuộc Đảo chính Nam Việt Nam năm 1963 và liên quan đến cái chết nhiều nghi vấn của Tổng thống Ngô Đình Diệm.

## Thân thế và sự nghiệp
Ông sinh năm 1917 tại Quảng Bình, miền Trung Việt Nam. Năm 1937, tốt nghiệp bậc Trung học Đệ nhất cấp chương trình Pháp tại Sài Gòn với văn bằng Thành Chung. Sau đó được bổ dụng làm công chức ngoại ngạch, ông làm Trưởng ga xe lửa Xóm Gà.

### Phục vụ Sở Liêm phóng Pháp
Năm 1940, ông bắt đầu sự nghiệp của mình ở ngành mật thám và được tuyển chọn làm mật báo viên thuộc Sở Liêm phóng Liên bang của Pháp ở Đông Dương. Chẳng bao lâu, Giám đốc mật thám Nam Kỳ để ý đến ông vì tinh thần mẫn cán và kết quả công việc. Ông được đặc cách công nhận là Gardien de Paix (Chánh Thanh tra), một phẩm trật thường chỉ dành cho người Pháp hoặc mang quốc tịch Pháp. Năm 1944, ông được theo học khóa 1 Huấn luyện viên Thể dục-Thể thao tại Phan Thiết.
Từ khi Pháp xâm lược trở lại Việt Nam (tháng 9 năm 1945), đường công danh của ông càng mở rộng. Lúc đầu giữ chức vụ Chef Brigade cùng thời điểm với Trần Bá Thành và Michel Mỹ, ông nhảy vọt lên vị trí thứ ba trong đẳng cấp ngành Mật thám Đông Dương, chỉ đứng sau Perrier, Giám đốc Liên bang và Bazin, Giám đốc Nam Việt. Ông phụ trách bộ phận Cảnh sát Đặc biệt miền Đông.

### Quốc gia Việt Nam
Từ năm 1948 đến năm 1950, dưới chính quyền Quốc gia Việt Nam, ông làm trợ lý cho tướng Nguyễn Văn Hinh trong ngành An ninh Quân đội phục vụ tại Ty An ninh Quân đội Cần Thơ với cấp bậc Trung tá giả định ngạch trừ bị. Tháng 3 năm 1950, ông được cử làm Phụ tá Giám đốc Công an Nam phần. Ba tháng sau, ông được thay thế ông Nguyễn Văn Đây ở chức vụ Giám đốc.
Thánh 11 năm 1951, ông được cất nhắc lên làm Tổng Kiểm tra. Nhưng sau đó, Lại Văn Sang người Bình Xuyên được cử thay thế ông. Lại Văn Sang cử em là Lại Hữu Tài làm Giám đốc Cảnh sát Sài Gòn-Chợ Lớn, thải hồi hết các nhân viên cảnh sát thuộc cấp của ông và thành lập Công an Xung phong.
Ngày 1 tháng 8 năm 1953, ông được đồng hóa sang Quân đội Quốc gia và được thăng cấp Đại tá giữ chức vụ Giám đốc Nha An Ninh Quân đội thay thế Đại tá Trần Văn Đôn được cử giữ chức vụ Tham mưu trưởng Liên quân trong Bộ Tổng Tham mưu.

### Quân đội Việt Nam Cộng hòa
Đầu năm 1955, ông được Thủ tướng Ngô Đình Diệm thăng cấp Thiếu tướng và được cử đi công du Do Thái để nghiên cứu về lịch sử hình thành và phát triển các khu vực định cư người Do Thái ở Trung Đông. Tháng 4 về nước, ông được cử làm Chỉ huy trưởng Khu chiến Miền Đông. Cuối tháng 7 năm 1956, kiêm chức vụ Chỉ huy trưởng Chiến dịch Trương Tấn Bửu bình định Miền Đông đặt bản doanh tại Biên Hòa.
Đầu tháng 1 năm 1958, Tổng thống Ngô Đình Diệm bổ nhiệm Đại tá Đỗ Mậu thay thế ông vào chức vụ Giám đốc Nha An ninh Quân đội. Sau đó ông được cử đi du học lớp Tham mưu cao cấp tại Học viện Chỉ huy và Tham mưu Fort Leavenworth, Tiểu bang Kansas, Hoa Kỳ. Tuy nhiên khi mãn khóa học về nước, ông chỉ được nhận chức vụ Chỉ huy trưởng Trung tâm Huấn luyện Quốc gia Quang Trung thay thế Đại tá Hồ Văn Tố (một chức vụ không quan trọng).
Ngày 1 tháng 11 năm 1963, trong cuộc đảo chính lật đổ Tổng thống Diệm, ông đã chỉ huy những khóa sinh đang được huấn luyện tấn công vào Tổng Nha Cảnh sát và Nha Cảnh sát Đặc biệt. Sau đó ông đã cùng với Đại tá Nguyễn Văn Quan và Đại tá Dương Ngọc Lắm trong nhóm bắt giữ anh em Tổng thống Diệm và Cố vấn Nhu sau khi họ bị phát hiện trốn ở một Nhà thờ Cha Tam, Chợ Lớn. Khi anh em ông Diệm và Nhu được chở về sở chỉ huy ở Bộ Tổng Tham mưu, họ đã bị giết chết, dẫn đến một tranh cãi ai là người đã ra lệnh hạ sát anh em Ngô Đình Diệm và Ngô Đình Nhu. Sau vụ đảo chính, ông là một thành viên của Ủy ban Quân sự Quản lý Chính quyền Việt Nam Cộng hòa. Ngày 2 tháng 11, ông được thăng cấp Trung tướng và được bổ nhiệm giữ chức vụ Đô trưởng Sài Gòn (chức vụ này trước đó do Trung tướng Tôn Thất Đính Tư lệnh Quân đoàn III kiêm nhiệm), đồng thời ông được bổ nhiệm làm Tổng Giám đốc Tổng Nha Cảnh sát Quốc gia thay thế Đại tá Nguyễn Văn Y, sau khi bàn giao Trung tâm Huấn luyện Quang Trung lại cho Đại tá Đặng Thanh Liêm.
Ngày 30 tháng 1 năm 1964, Ủy ban quân sự bị tướng Nguyễn Khánh cầm đầu một nhóm tướng lãnh thực hiện cuộc Chỉnh lý lật đổ. Ngày 1 tháng 2, ông bị bắt cùng với các tướng Trần Văn Đôn, Lê Văn Kim, Tôn Thất Đính và Nguyễn Văn Vỹ, bị cáo buộc âm mưu hòa hoãn với những người Cộng sản và chuyến Nam Việt Nam thành một Quốc gia Trung lập. Cả năm bị đưa lên giam lỏng (quản thúc) ở Đà Lạt. Ngay sau đó Trung tướng Trần Thiện Khiêm đương nhiệm Tư lệnh Quân đoàn III kiêm luôn chức Đô trưởng Sài gòn, Đại tá Trần Thanh Bền thay ông chức Tổng giám đốc Cảnh sát Quốc gia. Đầu tháng 11 cùng năm ông được trở lại phục vụ quân đội và được chỉ định làm Phó Tổng tư lệnh quân đội kiêm Giám đốc Nha Chiến tranh Tâm lý (Cách gọi khác là Phó Tổng Tham mưu trưởng kiêm Tổng cục trưởng Tổng cục Chiến tranh Chính trị) do Đại tướng Nguyễn Khánh làm Tổng Tư lệnh. Tuy nhiên, đến tháng 3 năm 1965, ông được lệnh bàn giao chức vụ Tổng cục trưởng Tổng cục Chiến tranh Chính trị (Nha Chiến tranh Tâm lý) lại cho Thiếu tướng Huỳnh Văn Cao và bị buộc phải giải ngũ. Sau đó ông cùng các cựu Trung tướng Trần Văn Đôn và Lê Văn Kim thành lập Công ty xuất nhập khẩu DOXUKI.

## 1975
Ngày 29 tháng 4, cùng với cựu Chuẩn tướng Nguyễn Thanh Hoàng và Đại tá Nguyễn Hồng Đài di tản khỏi Việt Nam trên Chiến hạm Hải quân. Sau đó, ông được sang định cư tại Washington DC, Hoa Kỳ.
Ông chết tại một Thành phố phía Bắc Tiểu bang California vì bệnh tim (không rõ thời điểm ông mất).

## Liên kết
- Hammer, Ellen J. (1987). A Death in November: America in Vietnam, 1963. New York City, New York: E. P. Dutton. ISBN 0-525-24210-4.
- Jacobs, Seth (2006). Cold War Mandarin: Ngo Dinh Diem and the Origins of America's War in Vietnam, 1950–1963. Lanham, Maryland: Rowman & Littlefield. ISBN 0-7425-4447-8.
- Jones, Howard (2003). Death of a Generation: how the assassinations of Diem and JFK prolonged the Vietnam War. New York City, New York: Oxford University Press. ISBN 0-19-505286-2.
- Kahin, George McT. (1979). "Political Polarization in South Vietnam: U.S. Policy in the Post-Diem Period". Pacific Affairs. Quyển 52 số 4. Vancouver, British Columbia. tr. 647–673.
- Karnow, Stanley (1997). Vietnam: A history. New York City, New York: Penguin Books. ISBN 0-670-84218-4.
- Langguth, A. J. (2000). Our Vietnam: the war, 1954–1975. New York City, New York: Simon & Schuster. ISBN 0-684-81202-9.
- Logevall, Fredrik (2006). "The French recognition of China and its implications for the Vietnam War". Trong Roberts, Priscilla (biên tập). Behind the bamboo curtain: China, Vietnam, and the world beyond Asia. Stanford, California: Stanford University Press. ISBN 0-8047-5502-7.
- Moyar, Mark (2006). Triumph Forsaken: The Vietnam War, 1954–1965. New York City, New York: Cambridge University Press. ISBN 0-521-86911-0.
- Shaplen, Robert (1966). The Lost Revolution: Vietnam 1945–1965. London: Andre Deutsch.
- Tucker, Spencer C. (2000). Encyclopedia of the Vietnam War: A Political, Social and Military History. Santa Barbara, California: ABC-CLIO. ISBN 1-57607-040-9.